# Tremont, Mississippi
Tremont är en ort (town) i Itawamba County i delstaten Mississippi i USA. Orten hade 467 invånare, på en yta av 12,74 km² (2020).